# Уга
Уга — река в России, протекает в Лузском районе Кировской области. Устье реки находится в 185 км по левому берегу реки Луза. Длина реки составляет 12 км.
Уга берёт начало в лесу в 4 км к юго-западу от деревни Уга. От истока течёт на северо-запад, затем поворачивает на северо-восток. В нижнем течении протекает деревню Уга, после чего выходит на пойму Лузы, где протекает через одну из её стариц. Впадает в Лузу в 1,5 км к северо-востоку от деревни Уга.

## Данные водного реестра
По данным государственного водного реестра России и геоинформационной системы водохозяйственного районирования территории РФ, подготовленной Федеральным агентством водных ресурсов:
- Бассейновый округ — Двинско-Печорский
- Речной бассейн — Северная Двина
- Речной подбассейн — Малая Северная Двина
- Водохозяйственный участок — Юг
- Код водного объекта — 03020100212103000012716